# Nops enae
Nops enae  (лат.) — вид мелких пауков рода Nops из семейства Caponiidae. Центральная Америка: Куба.

## Описание
Длина самца голотипа 6,75 мм (самка до 9,9 мм), карапакс — 3,1 мм, брюшко — 3,45 мм (у самки до 6,3 мм).  На головогруди имеют только 2 глаза. 
Вид Nops gertschi был впервые описан в 2004 году кубинским арахнологом Александром Санчес-Руисом (Alexander Sánchez-Ruiz; Centro Oriental de Ecosistemas y Biodiversidad, Museo de Historia Natural «Tomás Romay», Сантьяго-де-Куба, Куба) вместе с таксоном Nops siboney. Обнаружены в разнообразных экологических условиях: на деревьях Pinus cubensis, под камнями на лугах и среди мёртвых листьев Agave sp. Таксон Nops enae включён в состав рода Nops MacLeay, 1839 (вместе с Nops ernestoi и другими) и назван в честь Эны Руис (Ena Ruiz), матери Александра Санчес-Руиса.